# Sportivo Luqueño
Club Sportivo Luqueño jest paragwajskim klubem piłkarskim z siedzibą w mieście Luque.

## Historia
Klub założony został w roku 1921 w wyniku połączenia działających dotychczas w mieście Luque klubów Marte Atlético Luque, General Aquino i Vencedor Luque. Już po trzech latach, które minęły od tej fuzji, klub grał w pierwszej lidze walcząc o tytuł mistrza kraju, co jak dotąd udało się tylko dwa razy - w roku 1951 i 1953.

## Osiągnięcia
- Mistrz Paragwaju (2): 1951, 1953
- Mistrz drugiej ligi paragwajskiej (4): 1924, 1956, 1964, 1968

## Kibice
Kibice klubu są niezwykle gorliwi i wjeżdżając do miasta Luque można zauważyć, że niemal wszystko udekorowane jest w barwy klubu - czyli na niebiesko-żółto.

## Słynni gracze w historii klubu
- Raúl Vicente Amarilla
- Ángel Berni
- José Luis Chilavert
- Aurelio González
- Inocencio González
- Eliseo Insfrán
- José Parodi
- Silvio Parodi
- Jorge Lino Romero
- Julio Cesar Romero, "Romerito"
- Basian Urbieta Sosa
- Constantino Urbieta Sosa
- Fulgencio Urbieta Sosa
- Juan Bautista Torales